# Euphorbia acanthodes
Euphorbia acanthodes es una especie fanerógama perteneciente a la familia Euphorbiaceae. Es originaria del sur de Irán.

## Taxonomía
Euphorbia acanthodes fue descrita por Hossein Akhani y publicado en Botanical Journal of the Linnean Society 146: 108. 2004.
Etimología
Ver: Euphorbia Etimología
acanthodes: epíteto latino que significa "espinosa".